# Peloropeodes cornuta
Peloropeodes cornuta är en tvåvingeart som först beskrevs av Van Duzee 1926.  Peloropeodes cornuta ingår i släktet Peloropeodes och familjen styltflugor. Inga underarter finns listade i Catalogue of Life.